# Theodor Tiro

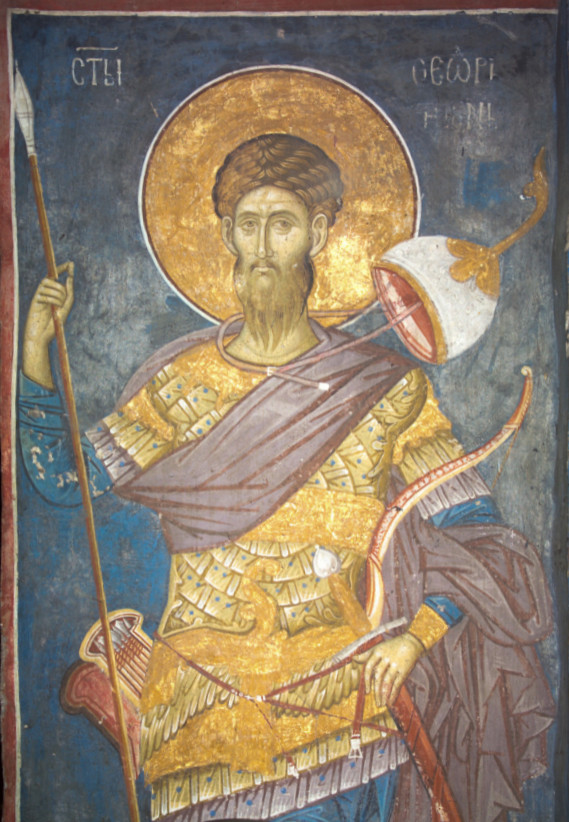
Theodor Tiro, Ikone im Kloster Visoki Dečani (14. Jahrhundert)

Theodor Tiro († 17. Februar 287 oder 306; auch: Theodoros Teron, von altgriechisch Τἠρων Tērōn, lateinisch tiro ‚Rekrut‘, oder Theodoros von Euchaïta, der „Rekrut von Euchaïta bei Amaseia“) ist ein Heiliger der orthodoxen und römisch-katholischen Kirche. Namenstage sind der 9. November in der abendländischen Kirche und der 17. Februar in der Ostkirche.
Die ältesten erhaltenen Erwähnungen Theodors entstammen einer panegyrische Homilie des Bischofs Gregor von Nyssa und einem Lobgedicht des Chrysippos von Jerusalem († 479).

## Legende
Das älteste Zeugnis der Heiligenlegende, noch aus dem späten 4. Jahrhundert, ist die Homilie von Gregor von Nyssa. Hier wird das Martyrium Theodors auf die Regierungszeit Maximians datiert (r. 286–310). Theodor war Angehöriger des marmaritanischen Regiments in Amaseia, Hauptstadt der Provinz Diospontus. Wegen seines christlichen Glaubens wurde Theodor von seinen militärischen Vorgesetzten verhört. Gregor gibt das Verhör in direkter Rede wieder, dann wird dem Angeklagten unter „vorgetäuschter Milde“ eine Bedenkzeit eingeräumt, damit er vielleicht seinen „Irrsinn“ überdenke und dem Christentum abschwöre. Während dieser Frist ließ man Theodor in Freiheit, und er ging nachts zum Tempel der Göttermutter (Kybele) und brannte ihn nieder. Die Brandstiftung wurde beobachtet, und Theodor wurde eingekerkert und dem Hungertod überlassen. Im Kerker erschien ihm Christus sowie eine große Schar von Männern in weißen Kleidern, die Psalmen sangen. Als die Wächter das sahen, ergriffen sie die Flucht. Theodor wurde erneut dem Richter vorgeführt und zum heidnischen Opfer aufgefordert. Als er sich weigerte, wurde er gefoltert und schließlich ins Feuer geworfen. Die lateinische Version der Legenda aurea folgt im Wesentlichen diesen Angaben, aber hier wird das Martyrium datiert auf das Jahr 287, unter den Kaisern Diokletian und Maximianus.
Eine griechische Hagiographie aus dem 5. oder 6. Jahrhundert erwähnt drei weitere Märtyrer, Eutropios, Kleonikos, und Basiliskos, die kurz nach dem Martyrium Theodors hingerichtet worden seien. Laut diesem Text hieß der Richter Theodors Pouplios. Kurz nach der Hinrichtung Theodors habe auch diesen Pouplios ein gewaltsamer Tod ereilt. Sein Nachfolger, ein Phryger namens Asklepiodotos habe bei seiner Ankunft in Amaseia nach weiteren verhafteten Christen gefragt. Darauf seien ihm der Neffe Theodors, Basiliskos, und zwei Brüder aus Kappadokien, Eutropios and Kleonikos, vorgeführt worden. Basiliskos und Theodor stammten beide aus dem Dorf Choumiala bei Amaseia.
Ein dem heiligen Theodor zugeschriebenes Wunder wird aus dem Jahr 361 überliefert. Damals habe der Kaiser Julian befohlen, dass in Konstantinopel in der ersten Woche der christlichen Fastenzeit alles Essbare auf dem Markt mit dem Blut geopferter Tiere besprenkelt werden solle. Der Heilige Theodor sei dem Bischof von Konstantinopel, Eudoxius, im Traum erschienen und habe ihn gewarnt, kein Christ soll auf dem Markt einkaufen, sondern solle die Weizenvorräte im eigenen Haus kochen und mit Honig süßen. Diese Episode ist in die Liturgie der Fastenzeit der Ostkirche eingegangen, ein von Johannes Damascenus verfasster Kanon an den Heiligen Theodor wird am Ende der ersten Fastenwoche gesungen, und gekochter Weizen mit Honig, sogenanntes kolliva (κόλλυβα), wird an die Gläubigen verteilt.
Ein hagiographischer Text aus dem 8. oder 9. Jh. (BHG 1765) erzählt aus der Jugend des Heiligen. Demnach hießen seine Eltern Erythraios und Polyxene. Seine Mutter starb im Kindbett, und er wurde vom Vater erzogen. Im Alter von sechs Jahren wurde er einem Lehrer namens Proklos übergeben und schon mit neun Jahren wurde er in die Legion von Amaseia eingezogen, wo ihn ein gewisser Helladios ins Christentum einführt. Außerdem erwähnt dieser Text einen Streit zwischen Euchaita und Amaseia: der Heilige sei in Amaseia begraben, aber die Leute aus Euchaita würden verlangen, dass die Reliquien zu ihnen transferiert würden, da das der Wunsch des Heiligen gewesen sei.
Eine weiter ausgebaute Form der Legende ist überliefert beim armenischen Chronisten Stepanos Taronetsi (11. Jahrhundert), der eine ältere armenische Vita rezensiert. Diese Version nennt als Geburtsort Theodors das Dorf Sabobe bei Verisa (Berissa, Kleinarmenien, in der heutigen Provinz Tokat). Er tötete einen Drachen (višap) auf dem Grundstück einer Witwe namens Eusebia. Dieselbe Eusebia habe später seine Reliquien von Amaseia nach Euchaita übergeführt. Sein Martyrium wird datiert auf den 24. mareri, oder den 2. Juni unter der Regierung von Maximian und Maximinus, also im Jahr 310. Der Kommandant, der ihn verhört wird als Vrigas (Brinkas, Berenikes) benannt, möglicherweise eine Anspielung auf Joseph Bringas, einen einflussreichen Hofbeamten unter Romanos II.

## Ikonographie

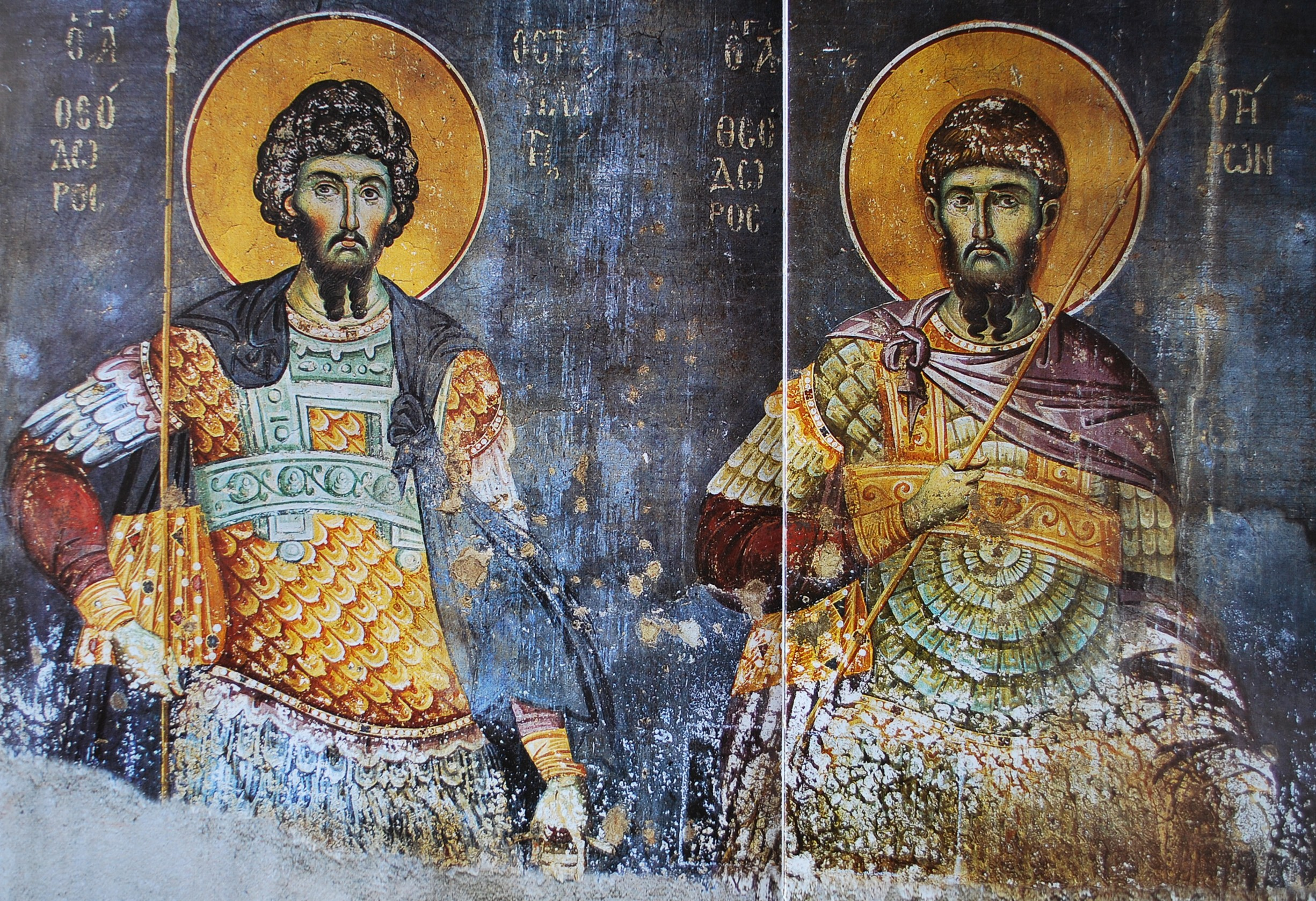
Die beiden Theodore in einer Darstellung in der Kirche des Protaton, Karyes, Athos (um 1300)

Die frühesten byzantinischen Darstellungen aus dem sechsten und siebten Jahrhundert zeigen Theodor in ziviler Tracht, mit Chlamys. Die Darstellung als Krieger wird nach der Zeit des Bilderstreits geläufig. Ab dem 11. Jahrhundert besteht die Konvention, dass Theodor Tiro mit einem einfachen Bart, Theodor Stratelates mit einem Gabelbart dargestellt wird. Seit späterer byzantinischer Zeit erscheinen die beiden Theodore oft auch gemeinsam in einer Ikone dargestellt.

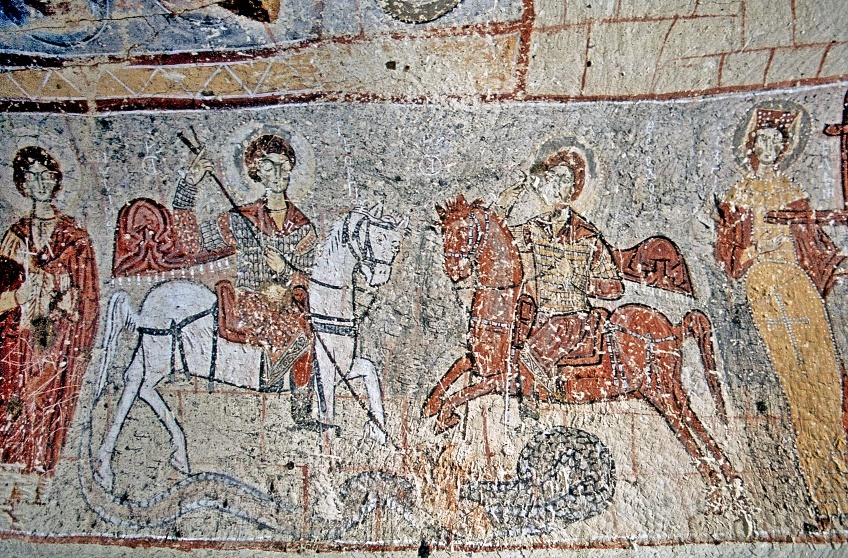
Theodor und Georg als Drachentöter, Fresko in Yılanlı Kilise.

Darstellungen aus Kappadokien aus der Zeit des 9. bis 13. Jahrhunderts zeigen Theodor in militärischer Ausrüstung, oft beritten und als Drachentöter. In manchen dieser Abbildungen erscheinen Theodor und Georg gemeinsam. Es wird vermutet, dass das Motiv des Thrakischen Reiters in Kappadokien ab dem späteren 9. Jahrhundert auf christliche Heilige übertragen wurde, zunächst auf Theodor, ab dem 11. Jahrhundert auch auf Demetrius und Georg.
In einigen Darstellungen erscheinen Theodor und Georg als „Dioskuren“ und die spätere Hagiographie macht die beiden Heiligen auch zu Brüdern. Namentlich in den Höhlenkirchen um Göreme fanden sich Fresken aus dem 10. Jahrhundert, die berittene Heilige im Kampf gegen ein-, zwei-, und dreiköpfige Drachen zeigen.
Ein schlecht erhaltenes Fresko in Yılanlı Kilise („Schlangenkirche“) in Göreme zeigt die Heiligen Theodor und Georg. Eine frühe Darstellung außerhalb Kappadokiens ist aus Kilkis, Mazedonien und zeigt Demetrius, Theodor und Georg als drei berittene Krieger. Die Ikonographie des berittenen Drachentöters gelangte während der Kreuzzüge in den Westen. Die Darstellung eines berittenen Drachentöters aus dem 12. Jahrhundert in der Cappella Palatina in Palermo zeigt vermutlich Theodor und nicht Georg. Ab dem 13. Jahrhundert wird die Rolle des Drachentöters dann überwiegend mit Georg verbunden.

## Verehrung

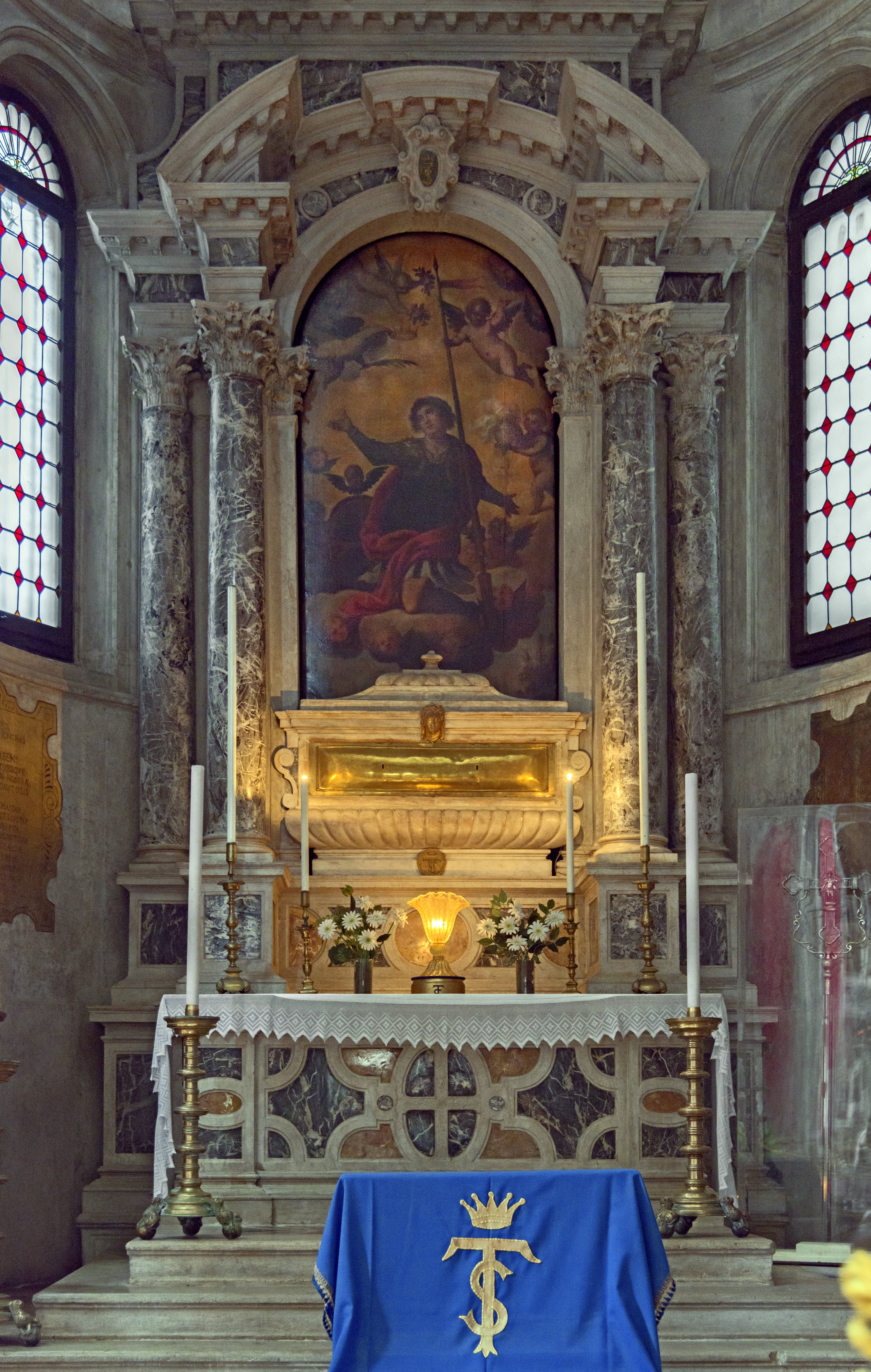
Sein Grab in Venedig.

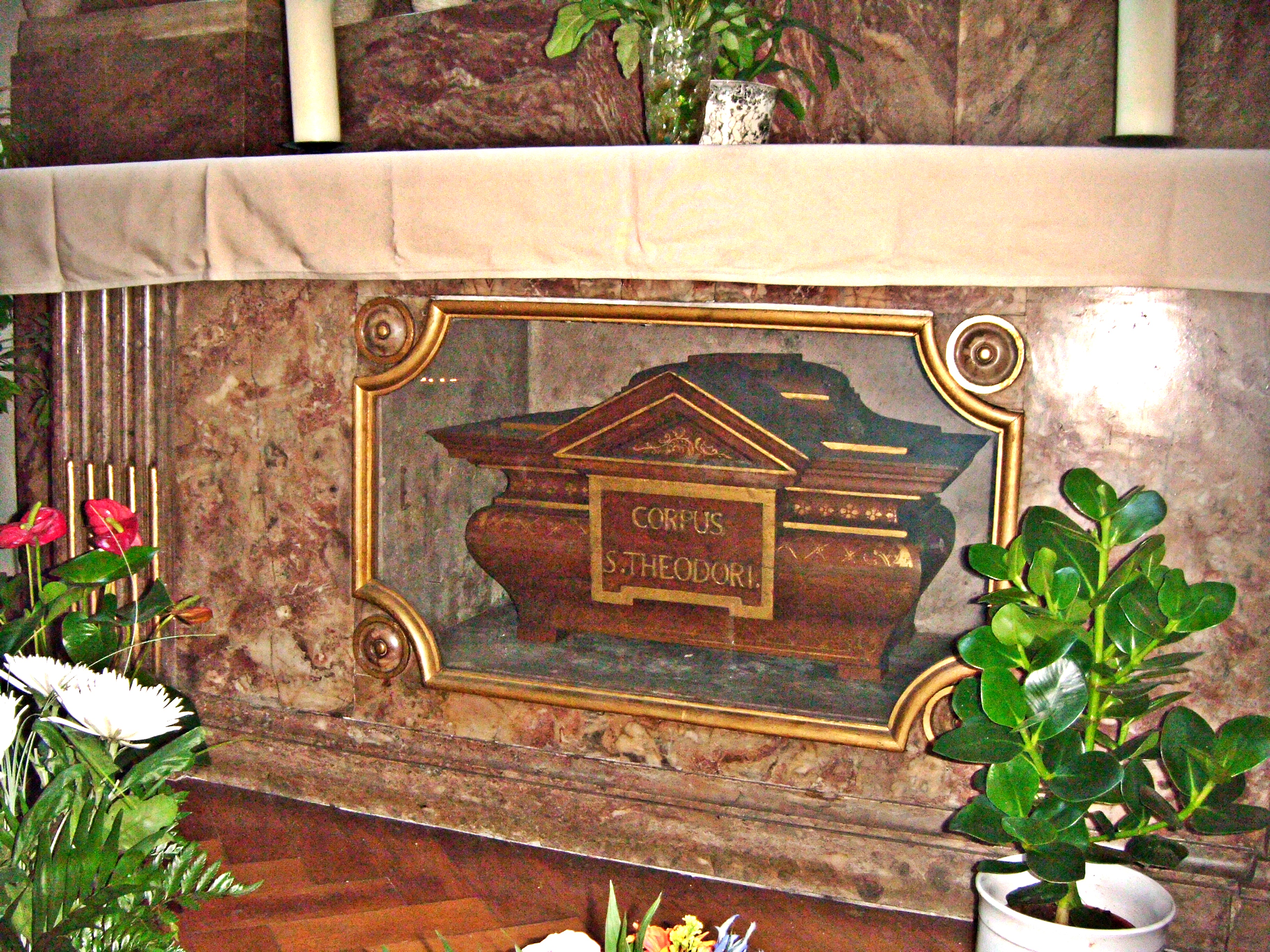
Reliquiar des Heiligen, in Mannheim

Die Verehrung Theodors ist für das späte 4. Jahrhundert gesichert; von Gregor von Nyssa ist überliefert, dass er den Heiligen bei seinem Schrein verehrte (wobei unbekannt bleibt, ob sich dieser Schrein in Amaseia oder in Euchaita befand).
Der Heilige erreichte bald eine überregionale Bedeutung, im 5. Jahrhundert ist eine Theodorskirche in Konstantinopel nachweisbar, und San Teodoro al Palatino in Rom wurde im 6. Jh. erbaut.
Ab spätestens dem 9. Jh. war das Grab Theodors ein wichtiger Pilgerort und die Städte Amaseia und Euchaita stritten sich um das Recht, seine Grabstätte für sich beanspruchen zu dürfen. Im späten 10. Jh. wurde Euchaita gar in Theodoropolis umbenannt und war um die Zeit des Feiertags des Heiligen Schauplatz eines großen Jahrmarkts.
Bereits im späteren 11. Jahrhundert fällt die Provinz Amaseia allerdings unter turkmenische Herrschaft; als Folge davon  verliert Euchaita seine Bedeutung als Pilgerort und wird aufgegeben. Dennoch scheint der lokale Kult in der Form sufistischer Verehrung des Al-Chidr als Drachentöter bis in die Moderne überlebt zu haben.
Die Existenz eines Theodor Stratelates als separatem Heiligen ist für das späte 9. Jahrhundert bezeugt (Niketas Paphlagon). Das Menologion Basileios’ II. hat die früheste bildliche Darstellung der beiden Theodore als zwei Heilige. Theodor Stratelates wurde als eigenständiger Heiliger populär, nachdem er in einer Schlacht des Johannes Tzimiskes gegen die Skythen interveniert haben soll. Er hatte einen Schrein in Euchaneia, soll aber ursprünglich aus Euchaita stammen, es handelt sich dabei sehr wahrscheinlich um eine Erweiterung oder Verdoppelung der älteren Verehrung des Theodor Tiro. Die römische Kirche verehrt beide Theodore in einer Person. Das Kirchenlexikon schreibt dazu auch: „In der Ostkirche wie in der Ikonenkunst wird ihm auch sehr oft der Name „Theodoros Stratelates“ (Theodor, der Heerführer) gegeben.“ Die Akten des Theodoros Stratelates gelten in der Forschung heute als Um- und Weiterbildung der Legenden um Theodor Tiro, an der Identität beider Figuren ist nicht zu zweifeln; dabei genießt Theodorus von Euchaïta bzw. Theodor Tiro legale Priorität und Kultberechtigung.
Theodor war zunächst Stadtpatron von Venedig, bevor er von Markus abgelöst wurde. Er wird mit Krokodil abgebildet. Heute ist er Patron von Brindisi. In Rom ist ihm die Kirche San Teodoro al Palatino geweiht.
Dem heiligen Theodor geweihte Kirchen gab es in Ravenna, Amasya, in Şanlıurfa, in Nusaybin, in Neirab bei Damaskus und in Jerusalem. In Konstantinopel gab es Reliquien und 15 Kirchen seines Namens. Nach der fränkischen Eroberung von Konstantinopel (1204) gelangten einige dieser Reliquien in den Westen, und heute befinden sich Reliquien Theodors auch in Venedig, Rom, Brindisi und Gaëta sowie in Wemding. Eine damals geplünderte Statue Theodors mit Krokodil steht nun auf einer Säule in der Piazzetta San Marco in Venedig.
Theodor ist Schutzpatron der Soldaten, in Kämpfen und im Sturm. In der Pfarrkirche St. Sebastian in Mannheim befindet sich ein Reliquienaltar des Hl. Theodor, gestiftet 1778 von Kurfürst Karl Theodor, zur Verehrung seines Namenspatrons. In Deutschland tragen drei Kirchen das Theodor-Patrozinium: die die Klosterkirchen des Karmelitenklosters Bamberg und der Benediktinerabtei Ottobeuren sowie die Pfarrkirche St. Theodor in Köln-Vingst.
Catherine Nixey behauptet in The Darkening Age (2017), Theodor sei im spätantiken Anatolien auch angerufen worden, um entlaufene Sklaven aufzuspüren; es hieß, wer einen Sklaven vermisse und auf Theodors Grab schlafe, dem erscheine er im Traum und zeige ihm, wo sich der Entlaufene aufhalte.